# Spoorlijn Zutphen - Gelsenkirchen-Bismarck
De Spoorlijn Zutphen - Gelsenkirchen-Bismarck is de tussen 1877 en 1880 door de Nederlandsch-Westfaalsche Spoorweg-Maatschappij aangelegde spoorlijn die Zutphen via Winterswijk en Borken met Gelsenkirchen verbond. De lijn heeft aan Duitse kant het DB-lijnnummer 2236 onder beheer van DB Netze. Het baanvak Winterswijk - Borken is bekend onder de naam Borkense Baan en werd buiten gebruik gesteld in 1979.

## Geschiedenis
Eind 19e eeuw kwam de textielindustrie op in de Achterhoek, en dan met name in Winterswijk. De roep om dit gebied aan te sluiten op het spoornet werd steeds groter. In 1872 werd de Nederlandsch-Westfaalsche Spoorweg-Maatschappij (NWS) opgericht en nog dat jaar, op 27 maart, kreeg het de concessie om de spoorlijn Zutphen - Winterswijk aan te leggen. Er werden projecties gemaakt voor de ligging van de spoorlijn, die van Zutphen via Vorden en Ruurlo naar Winterswijk zou komen te lopen. Een twistpunt was nog een treinstation tussen Ruurlo en Winterswijk. De kortste ligging kende geen grote kern, maar vlakbij waren Groenlo en Lichtenvoorde gelegen. Beide plaatsen probeerden de spoorlijn langs hun plaats te laten leggen. Zo kocht Lichtenvoorde voor 50.000 gulden aan aandelen in de NWS en sprak de wens uit de spoorlijn en station aan de zuidzijde van het dorp te laten leggen. Groenlo zocht juist steun bij de aangrenzende gemeenten Eibergen, Neede en Borculo en kwam met een gezamenlijk alternatief plan waarbij de spoorlijn ook die plaatsen aan zou doen. Uiteindelijk besloot de NWS om het spoor de kortste route te laten nemen en werd het station tussen Groenlo en Lichtenvoorde ingepland, in het dorp Lievelde. Beide plaatsen werden nog middels een tramverbinding aangesloten op het station Lichtenvoorde-Groenlo. Groenlo in 1883 met de tramlijn Groenlo - Lievelde en Lichtenvoorde in 1908 met de tramlijn Lievelde - Zeddam. Eibergen en Neede werden later alsnog aan het spoornet verbonden door de Spoorlijn Winterswijk - Neede.
In 1873 had ondertussen de Bergisch-Märkische Eisenbahn Gesellschaft de concessie gekregen voor de spoorlijn Winterswijk - Gelsenkirchen, die zou aansluiten op de Nederlandse lijn. In 1877 werd begonnen met de aanleg van het Nederlandse gedeelte. Uiteindelijk kwam een paar jaar later het spoor gereed. De lijn werd winstgevend door het vervoer van steenkolen uit het Ruhrgebied naar Nederland. Station Winterswijk werd een belangrijk doorvoerstation van kolen. In 1926 ging de exploitatie van de spoorlijn over naar de Hollandsche IJzeren Spoorweg-Maatschappij.
Op 24 januari 1970 werd de stoptrein tussen Winterswijk en Zutphen, toen nog verzorgd door de NS, 'overvallen' door indianen te paard. De ludieke actie vormde een protest tegen toenmalige plannen van het kabinet-De Jong tot sluiting van een aantal onrendabele regiolijnen.

## Stations en gebouwen
Hieronder een overzicht van alle Nederlandse stations langs de lijn (cursief: voormalig station):
| Station               | Geopend | Huidig gebouw                                                                              |
| --------------------- | ------- | ------------------------------------------------------------------------------------------ |
| Zutphen               | 1865    | 1952, NS, 2e gebouw, uniek ontwerp van H.G.J. Schelling, bij opening type SS tweede klasse |
| Nieuwstad             | 1890    | Niet aanwezig, station gesloten in 1918                                                    |
| Warken                | 1878    | Niet aanwezig, station gesloten in de jaren 30                                             |
| Vorden                | 1878    | 1877, NWS, 1e gebouw, type NWS-Vorden                                                      |
| Brandenborch          | 1878    | Niet aanwezig, station gesloten in 1930                                                    |
| Ruurlo                | 1878    | Niet aanwezig, gebouw type NWS-Vorden gesloopt in 1985                                     |
| Beltrum-Zieuwent      | 1892    | Niet aanwezig, station gesloten in 1933                                                    |
| Lichtenvoorde-Groenlo | 1878    | Niet aanwezig, gebouw type NWS-Vorden gesloopt in 1989                                     |
| Winterswijk West      | 2001    | Niet aanwezig                                                                              |
| Winterswijk           | 1879    | 1879, NWS, 1e gebouw, uniek ontwerp                                                        |

## Treindienst
De treindienst tussen Zutphen en Winterswijk wordt verzorgd door Arriva, dat daarvoor gebruik maakt van Spurts. Er rijden twee stoptreinen per uur; 's avonds na 22:00 en in het weekend rijdt er één stoptrein en één sneltrein per uur.
Tussen Winterswijk en Borken is er enkele malen per dag een verbinding met een buurtbus via het Duitse grensdorp Oeding.
De treindienst tussen Borken en Gladbeck-Zweckel en verder naar Essen (Regional-Expess 14 "Der Borkener") wordt verzorgd door NordWestBahn. Er rijdt één trein per uur.
De treindienst Dorsten - Gelsenkirchen - Wanne-Eickel - Dortmund (Regionalbahn 43 "Emschertal-Bahn") wordt ook verzorgd door NordWestBahn. Er rijdt maandag tot en met vrijdag en zaterdag overdag één trein per uur, zaterdagavond en zondag één trein per twee uur.
De treindienst tussen Coesfeld en Dorsten (Regionalbahn 44 "Der Coesfelder") wordt eveneens verzorgd door NordWestBahn in een uursdienst. Na 20.00/21.00 uur rijden geen treinen.
| Serie       | Treinsoort                      | Route | Bijzonderheden |
| ----------- | ------------------------------- | --- | --- |
| 30400 RE 30 | Sneltrein (Arriva)              | Apeldoorn – Zutphen – Winterswijk | Rijdt 's avonds van Zutphen naar Apeldoorn en van Apeldoorn naar Winterswijk. Rijdt in het weekend de gehele dag tussen Winterswijk en Apeldoorn. Stopt tussen Zutphen en Winterswijk op alle tussengelegen stations. |
| 30800 RS 31 | Stoptrein (Arriva)              | Winterswijk – Zutphen | enkele treinen rijden van/naar Apeldoorn |
| RE 14       | Regional-Express (NordWestBahn) | Essen Hbf – Bottrop Hbf – Gladbeck West – Dorsten – Hervest-Dorsten – Borken (Westf)                                                     | Der Borkener Zondagmorgen 1x per twee uur tussen Dorsten en Borken |
| RB 43       | Regionalbahn (DB Regio NRW)     | Dortmund Hbf – Dortmund-Lütgendortmund Nord – Castrop-Rauxel Süd – Herne – Wanne-Eickel Hbf – Gelsenkirchen Zoo – Gladbeck Ost – Dorsten | Emschertal-Bahn zaterdagavond en zondagochtend 1x per twee uur |
| RB 44       | Regionalbahn (NordWestBahn)     | Oberhausen Hbf – Oberhausen-Osterfeld Süd – Bottrop Hbf – Gladbeck West – Dorsten                                                        | Der Dorstener |

## Restanten
De Borkense baan is de bijnaam van het voormalige baanvak tussen Winterswijk en Borken. Dit werd in 1880 geopend, maar al in 1940 werd het personenvervoer gestaakt en in 1979 werd het volledig gesloten. Van dit baanvak zijn nog sommige restanten terug te vinden.

### Afbeeldingen

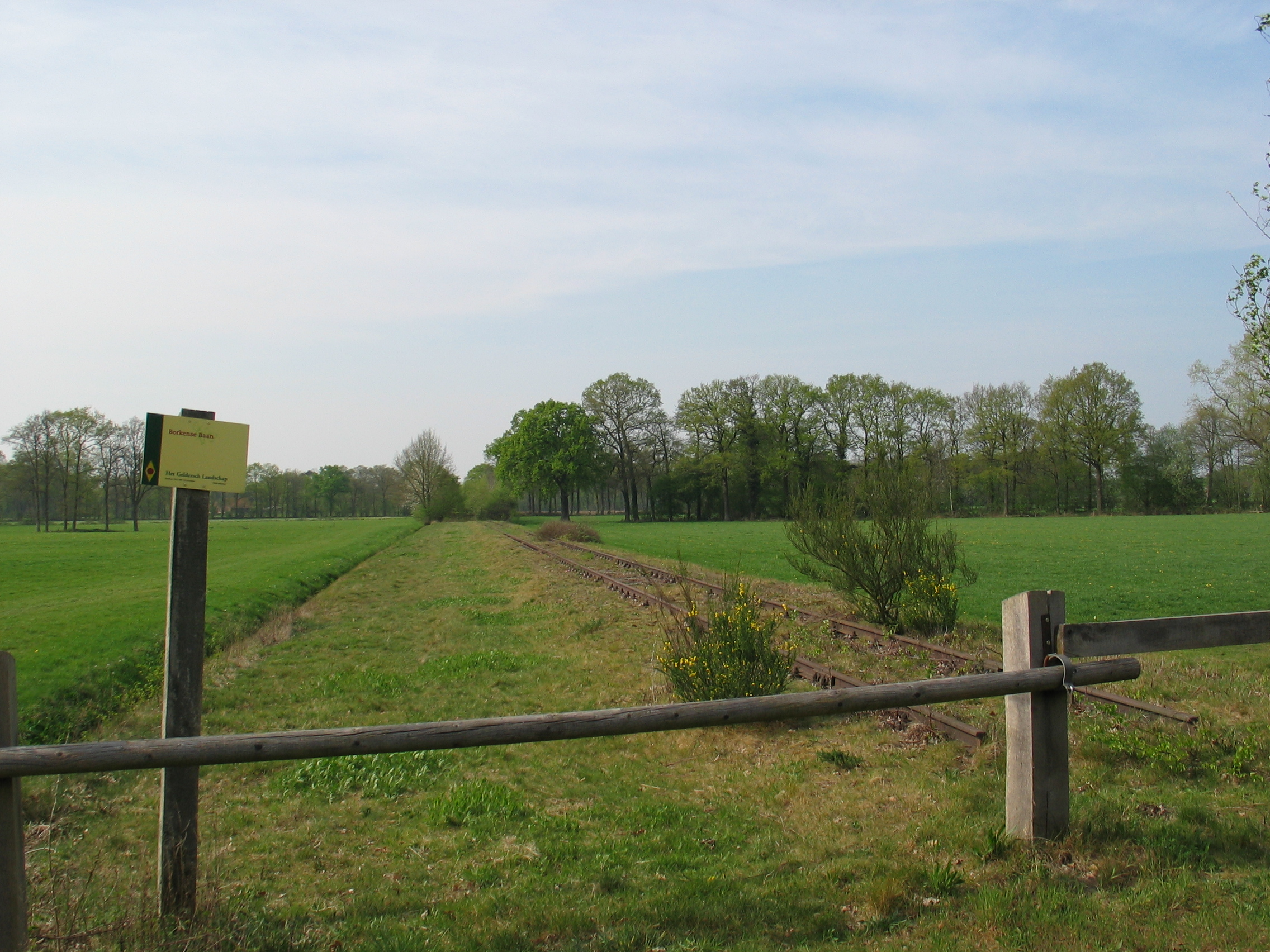
Borkense Baan aan de Haverkampstegge in Kotten
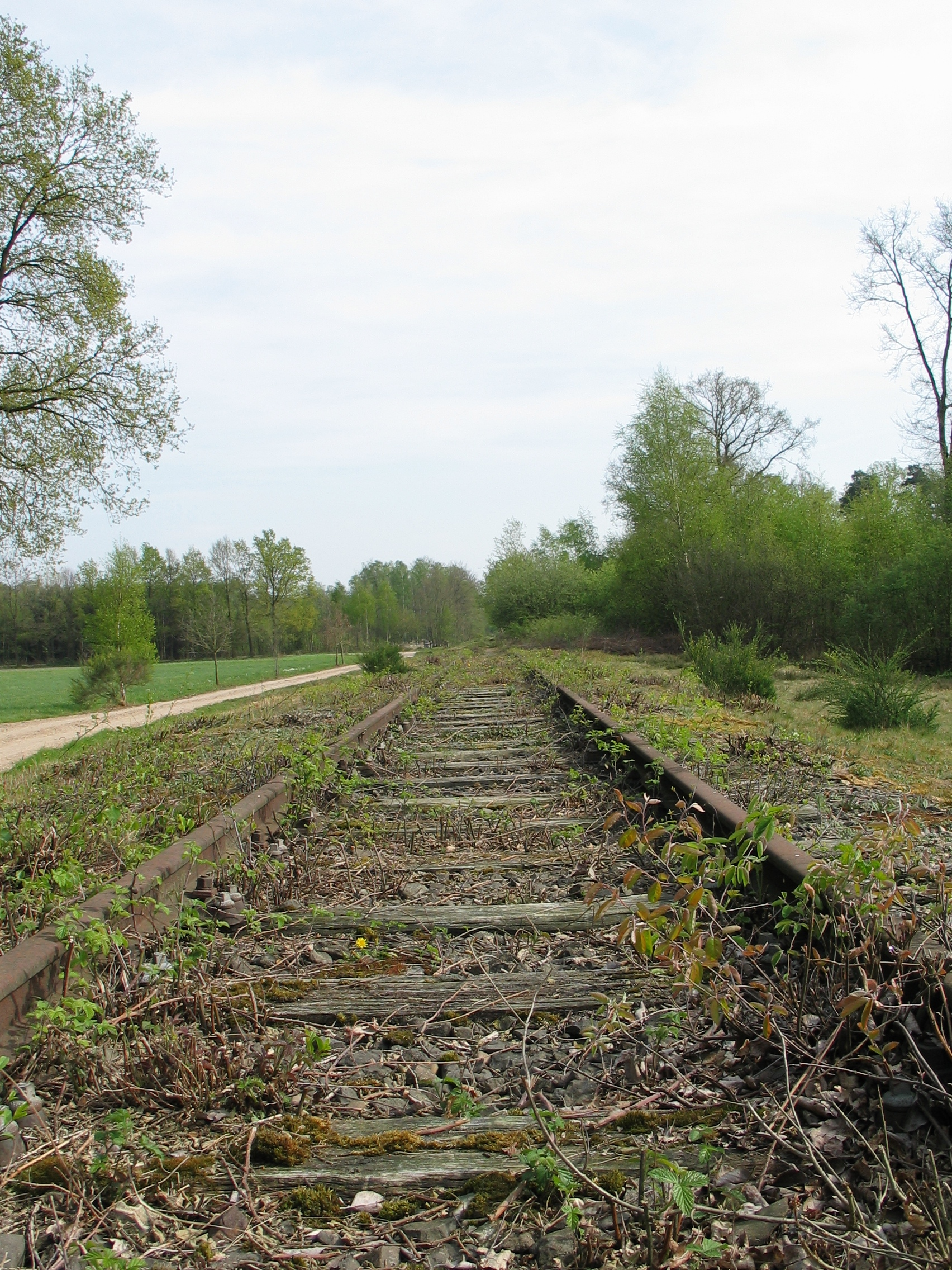
Borkense Baan van Nederland naar Duitsland
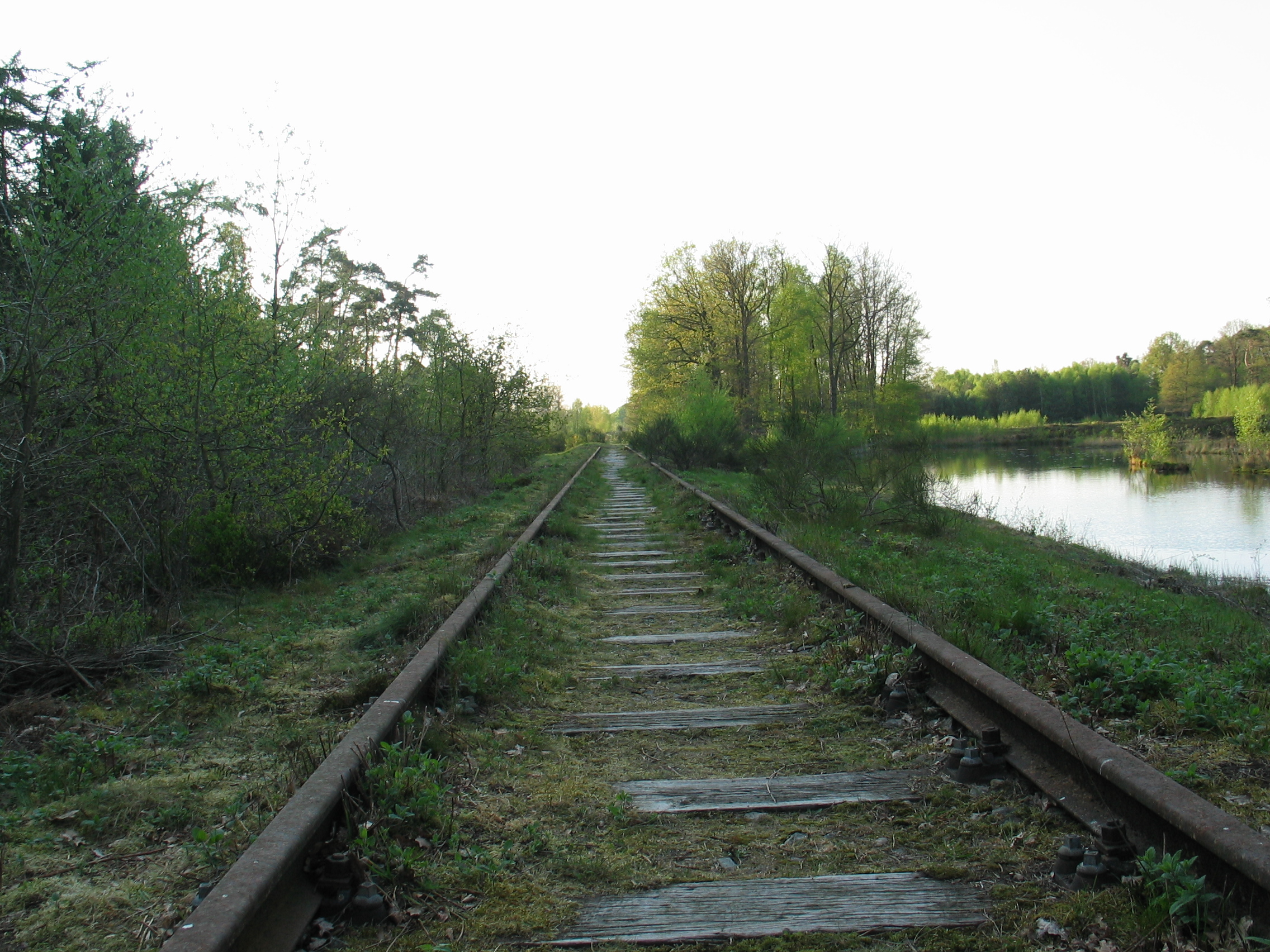
Borkense Baan van Duitsland naar Nederland
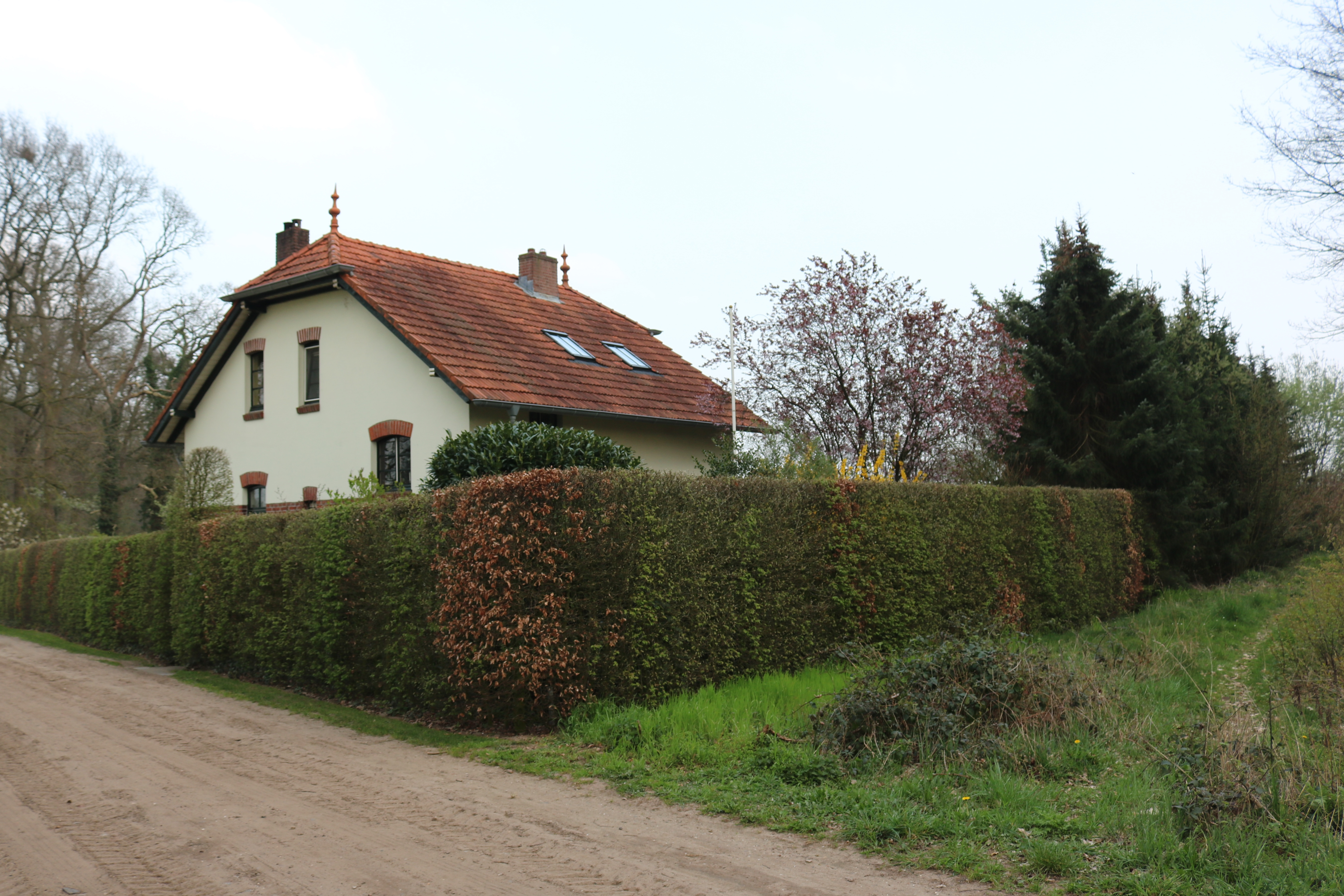
Wachterswoning 36 aan de Meester Brouwerlaan, ten zuiden van Winterswijk
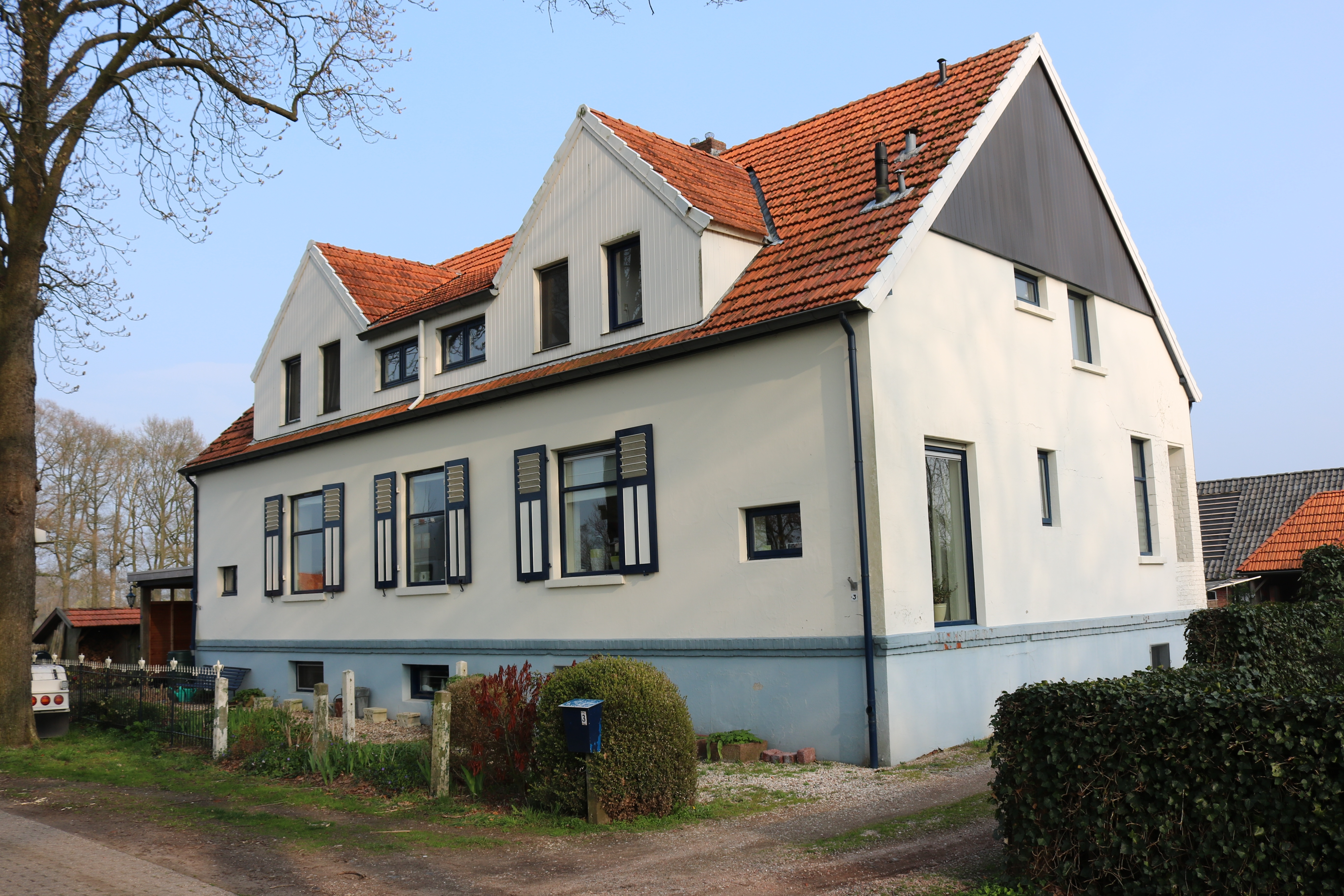
Block Holland tussen Winterswijk en de Duitse grens
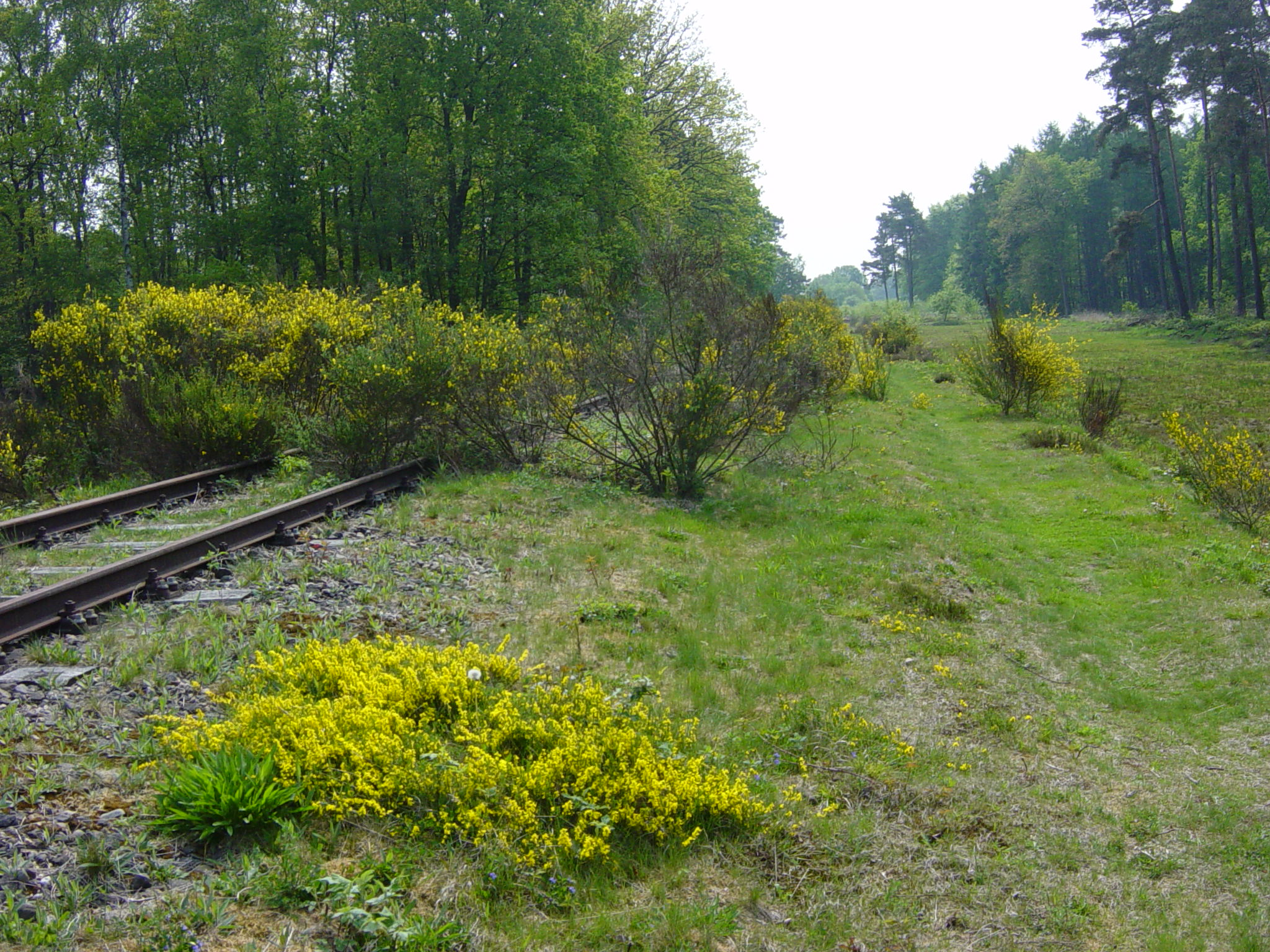